# Vining (Iowa)
Vining és una població dels Estats Units a l'estat d'Iowa. Segons el cens del 2000 tenia 70 habitants.

## Demografia
Segons el cens del 2000, Vining tenia 70 habitants, 30 habitatges, i 21 famílies. La densitat de població era de 46,6 habitants/km².
Dels 30 habitatges en un 16,7% hi vivien nens de menys de 18 anys, en un 66,7% hi vivien parelles casades, en un 6,7% dones solteres, i en un 26,7% no eren unitats familiars. En el 20% dels habitatges hi vivien persones soles el 6,7% de les quals corresponia a persones de 65 anys o més que vivien soles. El nombre mitjà de persones vivint en cada habitatge era de 2,33 i el nombre mitjà de persones que vivien en cada família era de 2,73.
Per edats la població es repartia de la següent manera: un 14,3% tenia menys de 18 anys, un 10% entre 18 i 24, un 22,9% entre 25 i 44, un 35,7% de 45 a 60 i un 17,1% 65 anys o més.
L'edat mediana era de 46 anys. Per cada 100 dones de 18 o més anys hi havia 93,5 homes.
La renda mediana per habitatge era de 42.917 $ i la renda mediana per família de 43.333 $. Els homes tenien una renda mediana de 29.375 $ mentre que les dones 25.625 $. La renda per capita de la població era de 17.458 $. Cap de les famílies i el 2,5% de la població estaven per davall del llindar de pobresa.

## Poblacions més properes
El següent diagrama mostra les poblacions més properes.